# تیتو (بازیکن فوتبال، زاده ۱۹۴۳)
نیلتون روسا با نام مستعار تیتو (پرتغالی: Tito؛ زادهٔ ۱۵ مارس ۱۹۴۳) بازیکن فوتبال اهل برزیل بود.
از باشگاه‌هایی که در آن بازی کرده‌است می‌توان به باشگاه فوتبال فلومیننزه اشاره کرد.